# Benito Vilamitjana y Vila
José Raimundo Benito Vilamitjana y Vila (San Vicente de Torelló, 1812 - Tarragona, 1888) fue arzobispo de Tarragona y obispo de Tortosa.

## Biografía
Realizó los estudios de teología en el seminario de Vich. 
Se ordenó sacerdote en 1836 y ejerció como catedrático de filosofía en ese mismo lugar entre 1839 y 1850. 
También impartió clases teológicas y actuó como vicerrector del seminario entre 1851 y 1854. Mientras tanto, obtuvo el bachillerato en filosofía por la universidad de Barcelona en 1845, una regencia de segunda clase para enseñar historial y entró de profesor en el colegio de enseñanza secundaria de Vich, esto es, desde su primer año de funcionamiento. 
Ayudó al Padre Claret en los primeros tiempos del nuevo orden, ofreciéndole toda la ayuda posible. 
En 1854 ganó una canóniga magistral en la Seo de Urgel, época en que elaboró su compilación de sermones publicados años más tarde con la participación del canónigo Collell.
Su trabajo como canónigo duró siete años, tras los cuales fue nombrado obispo de Tortos (en 1861). 
Se puso ante una diócesis que hacía casi treinta años que estaba sin obispo, con unas estructuras muy delicadas. 
Como obispo participó activamente en el Concilio Vaticano I y en la recogida de caudales para el Papa bajo la obra de Óbolo de San Pedro. 
Promocionó a las Religiosas de la Consolación, las Religiosas de la Providencia y las Carmelitas Descalzas; creó el colegio de San José para fomentar las vocaciones religiosas e hizo posible el establecimiento de los jesuitas en el convento de San Franciscanos. 
Por desgracia, la revolución de 1868 dejó devastada la diócesis. 
En 1876 consiguió que le restituyesen el edificio del seminario, lo restauró y fundó allí, tal y como funcionaba en Vich, un colegio de enseñanza secundaria. 
En 1879 fue designado arzobispo de Tarragona. 
Dedicó también un considerable esfuerzo al seminario, levantándolo de nuevo al lado de su palacio y comenzando una campaña de reforma en contra del integrismo que afectó tanto a alumnos como profesores, en 1883.

## Publicaciones
- «Sermons del D[octor] D[on] B[enet] V[ilamitjana] Arquebisbe de Tarragona, predicats essent magistral de la Seu d'Urgell» Vol. 1, 1888. Vol. 2, 1890.
- «Novena a Maria Santisima de Núria» (Joan Diumenge, Puigcerdà 1858)
- «Oraciones de visita y reglamento de la Archicofraría de Jóvenes Católicos de María Immaculada y Teresa de Jesús» (Tipografía Católica, Barcelona 1876)
- «Compnedio de la vida y martirio del beato Fray Jacinto de Orfanell, de la orden de los predicadores (1886)»
- «Compendio de la vida y martirio del beato Fray Jacinto de Orfanell, de la orden de anotados y publicados por Juan Corominas». Aris e hijos, Tarragona 1892.
- «Elogio fúnebre que, con motivo de la traslación de los restos del ... Pablo de Jesús Corcuera ... al rico panteón ... que le dedicaron su successor y antinguo familiar» (Valls, Vic 1862)

| Predecesor: Miguel Pratmans y Llambés | Obispo de Tortosa 1861 - 1879      | Sucesor: Francisco Aznar y Pueyo  |
| Predecesor: Constantino Bonet y Zanuy | Arzobispo de Tarragona 1879 - 1888 | Sucesor: Tomás Costa y Fornaguera |